# Ludwik Kamieniecki
Ludwik Kamieniecki herbu Pilawa (ur. 1758 na Podolu, zm. 1816 w Warszawie) – generał dywizji armii Księstwa Warszawskiego, zaufany, bliski współpracownik i towarzysz walk ks. Józefa Poniatowskiego. Mason. Żona: Marianna z Czerskich I voto Antoninowa Trębicka – matka generała Stanisława Trębickiego.
Wychowywał się na dworze Franciszka Potockiego w Krystynopolu. W latach 1778–1785 służył w wojsku saskim, po czym kupił patent kapitana w 14 regimencie koronnym im. Potockich. Szybko awansował przez kupno kolejnych szarż.
Uczestnik wojny polsko-rosyjskiej 1792. Odznaczył się w bitwie pod Boruszkowcami, Zieleńcami i Włodzimierzem. Odznaczony Virtuti Militari i mianowany na pułkownika.
W insurekcji kościuszkowskiej 1794 zastępował księcia Józefa Poniatowskiego na stanowisku dowódcy dywizji w obronie Warszawy. Generał z 1794. Po upadku powstania poza wojskiem.
Powrócił do wojska w 1807, czasowo szef sztabu armii Księstwa Warszawskiego, potem dowódca Brygady Piechoty, następnie gubernator Warszawy. Generał dywizji z 1810 roku. W 1812 roku przystąpił do Konfederacji Generalnej Królestwa Polskiego.
W wyprawie na Moskwę 1812 dowódca (obok Dąbrowskiego i Zajączka) jednej z trzech dywizji (18.) V Korpusu Wielkiej Armii.
Gubernator Grodna po zastąpieniu go na tym stanowisku przez Kniaziewicza.
W 1813 w kampanii niemieckiej ks. Józefa dowódca 1 Dywizji Piechoty VIII Korpusu, walczył pod Lipskiem. Ranny pod Lipskiem dostał się do niewoli rosyjskiej.
Po uwolnieniu formalnie zaliczony do generalicji Królestwa Polskiego, ale ze względu na zły stan zdrowia do służby nie powrócił.
Był członkiem loży wolnomularskiej Wolność Odzyskana w 1811 roku.
Odznaczony Krzyżem Kawalerskim Virtuti Militari (1792) i Krzyżem Kawalerskim Legii Honorowej.